# 琴
琴，最早指瑤琴（古琴），近代以来被很多人当做一个类称，即表示一类乐器。（注意，“琴”字作为类称，只是在现代汉语中，在一切古文献，以及清代以前的中文文献中，“琴”都是指的“瑶琴”。）类别非常广泛，既包括管弦乐器，如提琴，笛子；键盘乐器，如钢琴、风琴等；敲擊樂器，如鋼片琴，这些乐器都可以在现代汉语的不同的语境中简称为“琴”。